# Laodicea (Siria)
Laodicea (oggi Latakia o Lattakia, in arabo اللاذقية‎?, al-Lādhiqiyya) è la più importante città portuale della Siria, per i suoi maggiori porti che gli hanno valso una collocazione commerciale unica, e l'hanno arricchito di numerose strutture vitali, industriali e commerciali; inoltre, la città è il centro amministrativo del governatorato di Latakia. Ed è considerata la quinta della Repubblica per popolazione, dopo Damasco, Aleppo, Homs e Hama, situata sulla costa orientale del Mar Mediterraneo, all'interno di una penisola marina, a circa 385 km a nord-ovest della capitale Damasco. Ha una popolazione di 366 566 abitanti.

## Etimologia
Latakia è stata chiamata con un gran numero di nomi, con lo sviluppo delle fasi storiche e delle epoche che ha attraversato. Ai tempi dei Fenici era chiamato "Ugarit" per essere il sobborgo meridionale della famosa città di Ugarit, e allo stesso modo, "Shamra". E più vecchio di questi due nomi, era "Yarimota", che è apparso nelle corrispondenze di Tel el-Amarna, poi il nome è stato cambiato in "Ramita", che significa "alto". Il filosofo e il storico Filone lo chiamò "Ramathos", che è il nome di uno degli dei fenici.
Per quanto riguarda la gente del posto, la chiamavano "Muzbada", che in arabo significa "la schiuma del mare", mentre l'imperatore Giustiniano la chiamava "Theodorars", e i crociati lo chiamavano "Lalish".

## Storia

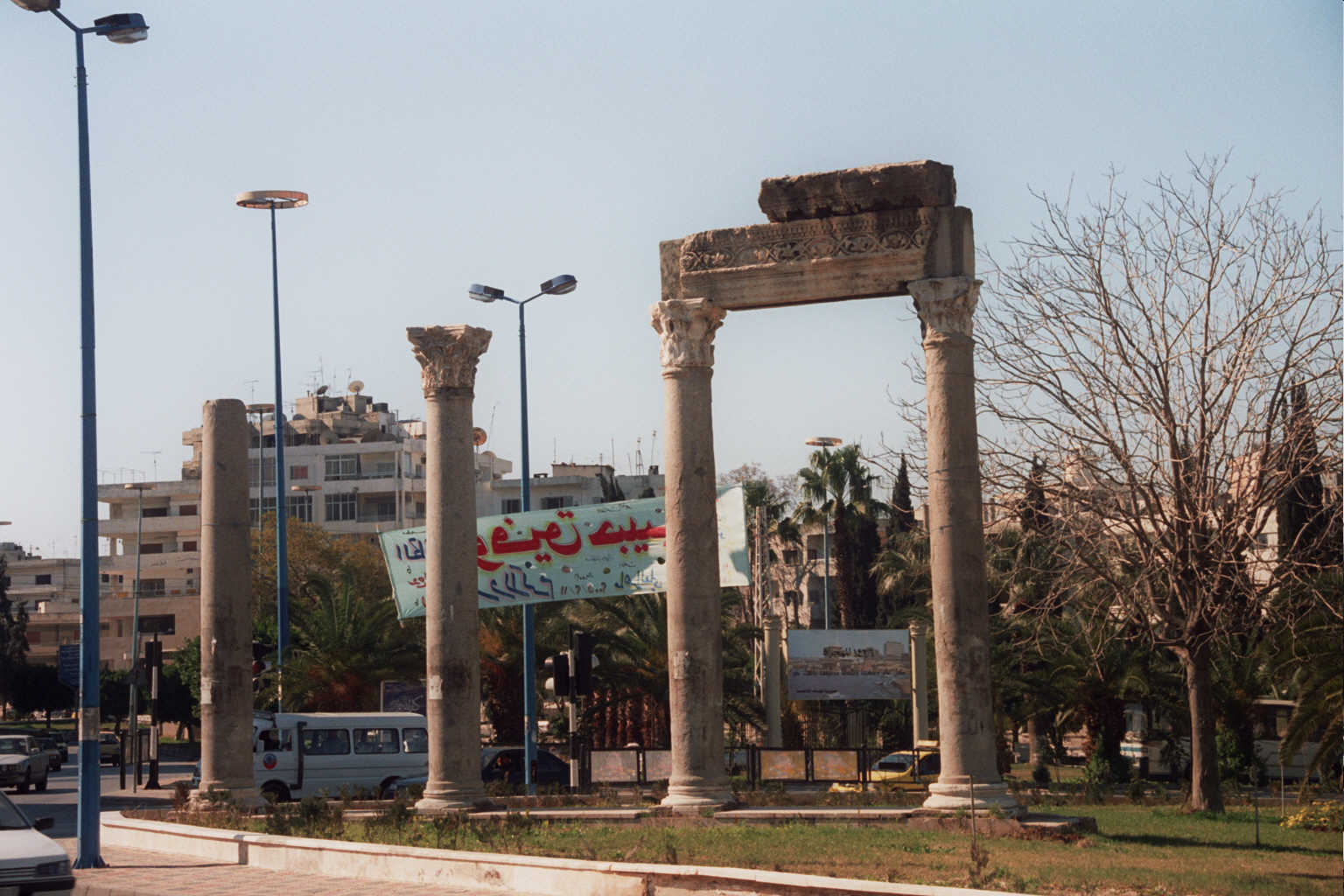
Antiche colonne romane in una piazza di Laodicea

La zona di Laodicea ha una lunga storia di insediamenti. I Fenici vi edificarono la città di Ramitha, nota ai Greci col nome di Leuke Akte. Fu Seleuco I Nicatore a rifondarla e chiamarla Laodicea (in onore di sua madre). La città divenne un porto importante soprattutto per l'esportazione del vino che veniva prodotto nelle colline dell'entroterra. Di quel periodo è sopravvissuto un arco costruito sotto Settimio Severo. Nel IV secolo, la città ebbe come vescovo il famoso eretico Apollinare di Laodicea. Dopo la divisione dell'Impero romano, fece parte dell'Impero bizantino, fino a quando venne occupata dagli Arabi musulmani.
Nel 494 e nel 555 Laodicea fu devastata dai terremoti; nel 638 fu presa dagli Arabi, sotto il cui dominio rimase fino al 1097, in cui cadde in mano di crociati, per tornare poi a cadere sotto il controllo di Saladino il 23 luglio 1188. Dal XVI secolo fino alla prima guerra mondiale fu parte dell'Impero ottomano.
Fra il 22 settembre 1930 e il 1936, Laodicea fu capitale del Sangiaccato di Laodicea, uno stato formalmente autonomo governato dalla Francia per mandato della Società delle Nazioni. Lo stato si estendeva lungo la costa e nell'entroterra fino ai monti. Nel 1936, Laodicea divenne parte della Siria.
Nel 1973, durante la guerra del Kippur, nel mare di fronte a Laodicea si combatté un'importante battaglia fra israeliani e siriani (la prima in cui furono impiegati missili e contromisure elettroniche).

### Sommosse popolari in Siria del 2011
Il 14 agosto 2011 le armate governative coadiuvate dalle forze navali bombardarono sia da terra sia dal mare la città; il bombardamento è continuato anche il giorno successivo, quando le forze governative ordinarono alla popolazione civile di evacuare la parte meridionale della città. Il numero dei morti in questi attacchi fu superiore ai 50.

## Società
La popolazione è costituita per la quasi totalità da arabi e dal punto di vista religioso è eterogenea. Nel 1935 la città contava 31800 abitanti, dei quali i sunniti costituivano il 78,6%, i cristiani il 19,8% e gli alauiti l'1,6%. A partire dagli anni 1940 gli alauiti immigrarono in massa dalle campagne circostanti, alterando la composizione demografica della città. Nel 2010 la città contava circa 400000 abitanti, dei quali il 50% erano alauiti, il 40% sunniti e il 10% cristiani, prevalentemente greco-ortodossi. I sunniti e i cristiani sono concentrati nei quartieri centrali e discendono in buona parte dagli abitanti originari, mentre gli alauiti sono distribuiti nei quartieri settentrionali e orientali. La città ha accolto decine di migliaia di rifugiati, prevalentemente da Idlib e Aleppo, in occasione della guerra civile siriana. Parte dei sunniti e dei cristiani di Laodicea sono palestinesi, originari della Galilea e di Giaffa, e sono concentrati nei quartieri meridionali.

## Cultura

### Istruzione
A Laodicea è presente l'Università di Laodicea, fondata nel 1971.

## Luoghi d'interesse
Laodicea è una località turistica con spiagge rinomate e interessanti siti archeologici.

### Arco di Settimio Severo

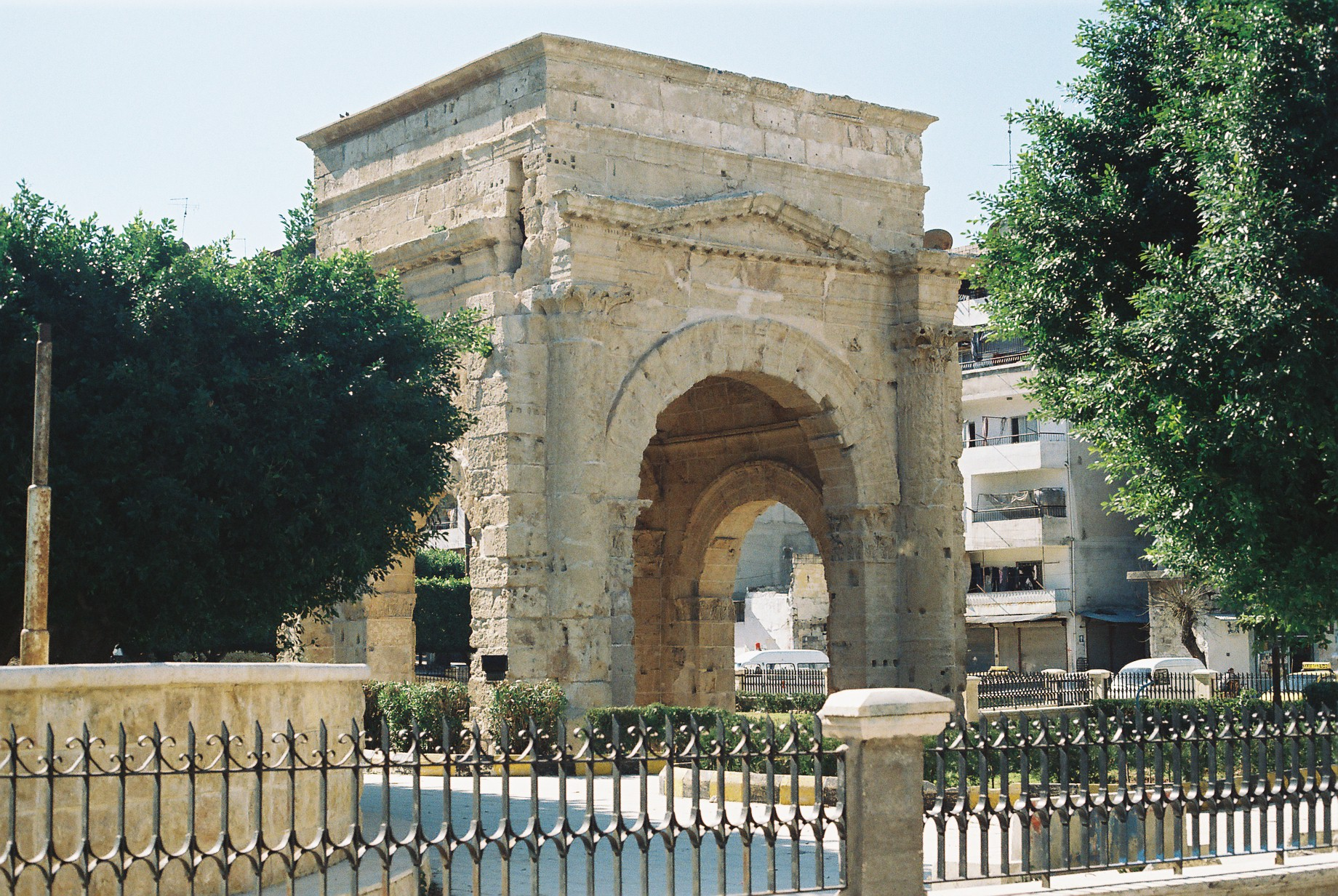
Arco di Settimio Severo

Lungo Port Said Street, è presente l'arco trionfale dedicato all'imperatore roma Settimio Severo, costruito nel 183 d.C.

### Ugarit
16 km a nord della città si trovano le rovine di Ugarit, una delle più antiche città del mondo, sede di un importante regno fenicio.

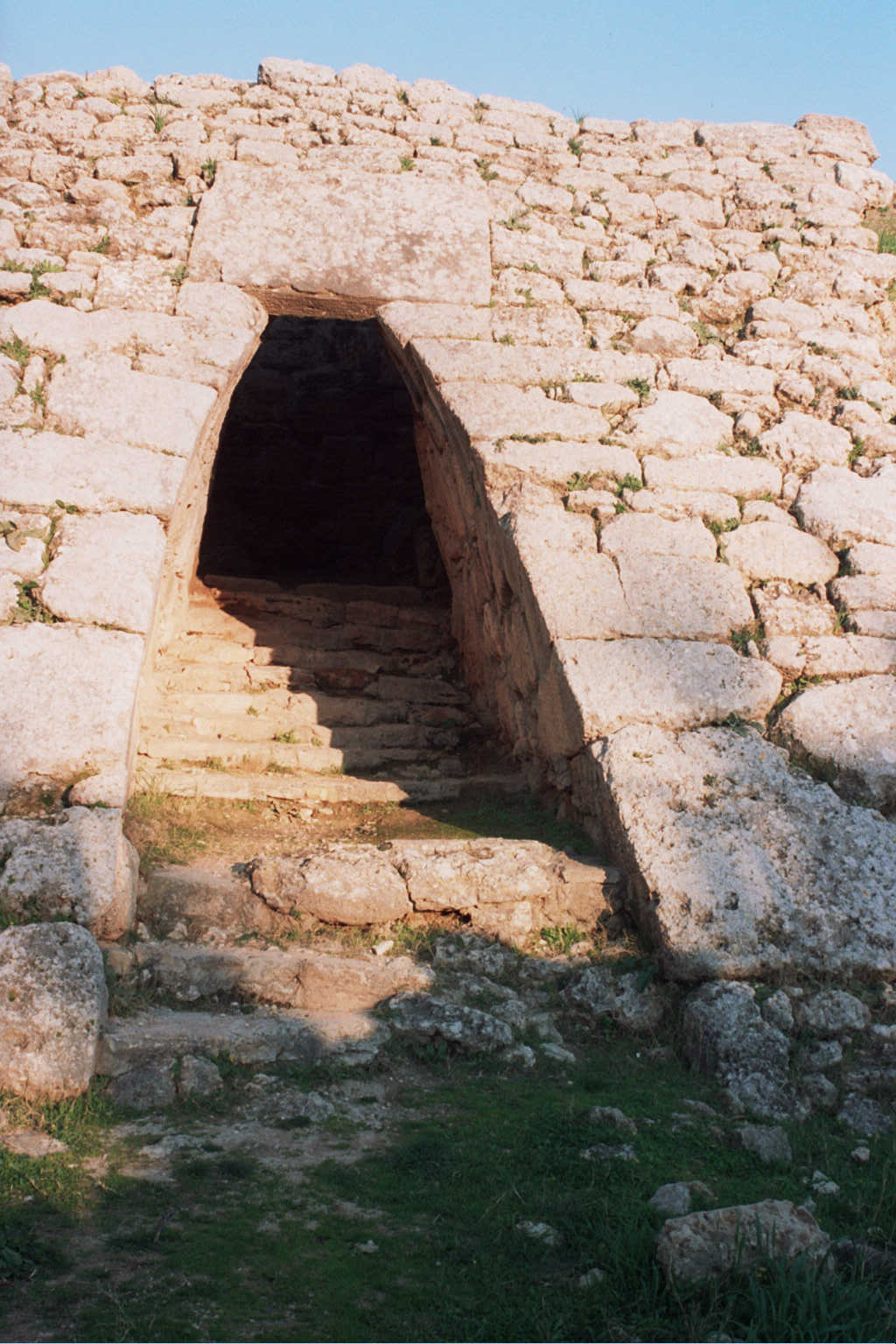
Ugarit.

Vi furono ritrovati i più antichi esempi di scrittura alfabetica.

## Tabacco
Il tabacco di Laodicea, meglio noto come "Laodicea", è un genere di tabacco sottoposto a uno speciale trattamento per ottenere un sapore particolarmente intenso e viene usato in molte misture specialmente di tabacco da pipa; oggi, tuttavia, la produzione di questo tipo di tabacco avviene prevalentemente a Cipro.

## Amministrazione

### Gemellaggi
- Costanza[8]